# Psorophora pygmaea
Psorophora pygmaea är en tvåvingeart som först beskrevs av Theobald 1903.  Psorophora pygmaea ingår i släktet Psorophora och familjen stickmyggor.
Artens utbredningsområde är Florida. Inga underarter finns listade i Catalogue of Life.